# Asparagus meioclados
Asparagus meioclados là một loài thực vật có hoa trong họ Măng tây. Loài này được H.Lév. mô tả khoa học đầu tiên năm 1910.